# Sarnie żniwo, czyli pokusa statuetkowego szlaku
Sarnie żniwo, czyli pokusa statuetkowego szlaku – polski film komediowy z 2006 roku autorstwa Bartosza Walaszka będący parodią kina akcji. Swą premierę miał dnia 29 listopada 2006.

## Fabuła
Pan Andrzej zajmuje się szmuglem nielegalnych towarów przez granicę. Pewnego razu odbiera od kuriera tajemnicze statuetki. Statuetki posiadają moc (niczym sygnet z "Władcy Sygnetów"), każdy chce je mieć i tu zaczynają się kłopoty.

## Obsada
- Bartosz Walaszek – Wściekły Wąż, brat bliźniak Wściekłego Węża
- Łukasz Walaszek – Roman
- Dr Yry – Andrzejowie